# Zet Wu eL Jot
Zet Wu eL Jot – trzeci album zespołu Skangur, wydany w 2012 roku.

## Lista utworów
1. 24.XII Największa produkcja świata
2. 24.I Po co poezja
3. 14.II Idź
4. 21.III Spokojnie?
5. 22.IV Oddycham
6. 03.V Polska kastowa
7. 21.VI Wilkołak
8. 04.VII Najdroższe biuro podróży
9. 01.VIII Nasza historia
10. 30.IX Świat do góry nogami
11. 25.X Tango totalitarne
12. 01.XI Bez ciśnienia

## Muzycy
- Kamil Grabarz - wokal
- Adam Kozłowski - gitara
- Piotr Chłopek - puzon
- Piotr Łuczyński - trąbka
- Paweł Borowiecki - gitara basowa
- Igor Dzierżko - perkusja